# Aérodrome de Tubuai
 (avril 2025).
L'aérodrome de Tubuai (code IATA : TUB • code OACI : NTAT) est situé à proximité du village de Mataura sur l'île de Tubuai, dans l'archipel des Australes, en Polynésie française.

## Situation
| Nengo-Nengo Marutea-Sud Nukutepipi Ahe Anaa Apataki Arutua Hiva Oa Bora-Bora Tahiti-Fa'a'ā Faaite Fakarava Fangatau Hao Fakahina Hikueru Huahine Kaukura Katiu Kauehi Makemo Manihi Mataiva Maupiti Moorea Napuka Niau Nuku Hiva Nukutavake Puka-Puka Pukarua Raiatea Raivavae Rangiroa Raroia Reao Rimatara Rurutu Takapoto Takaroa Takume Tatakoto Tikehau Totegegie Tubuai Tureia Ua Huka Ua Pou Vahitahi |

## Compagnies et destinations
| Compagnies | Destinations                  |
| ---------- | ----------------------------- |
| Air Tahiti | Tahiti-Faaa, Raivavae, Rurutu |

Édité le 4 février 2020

## Statistiques
Pour des raisons techniques, il est temporairement impossible d'afficher le graphique qui aurait dû être présenté ici.

Voir la requête brute et les sources sur Wikidata.